# Hagenpoort

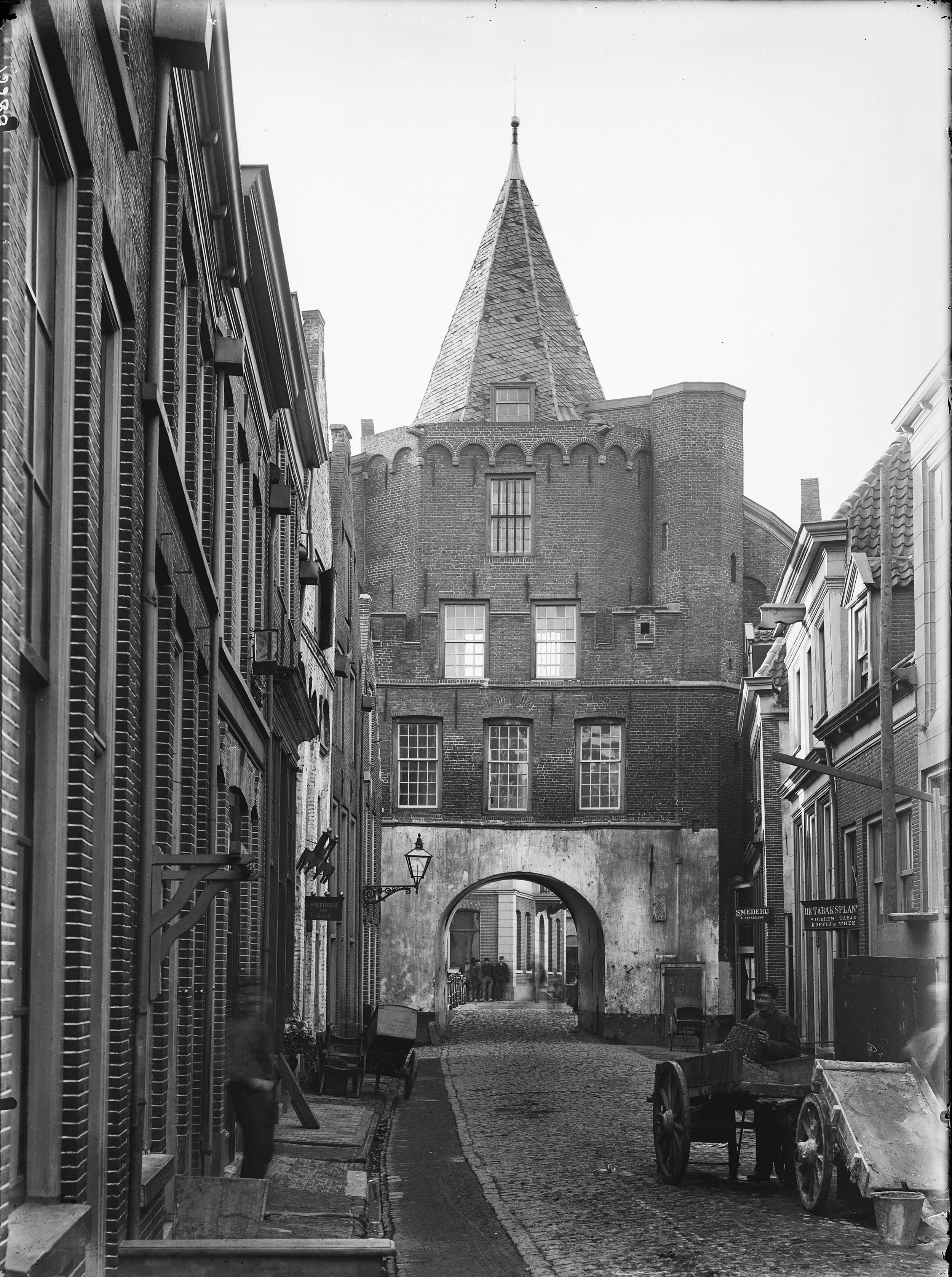
Hagenpoort gezien vanuit de stad.

De Hagenpoort is een voormalige stadspoort in de stadsmuur van Kampen. De poort was gelegen aan de Oudestraat, Buitenkade en Burgwal aan stadsgracht de Burgel en gelegen dicht bij de Buitenhaven en Buitenkerk. Door stadsuitbreiding verloor de poort haar verdedigingsfunctie en werd uiteindelijk in 1893 afgebroken.